# 1923 no teatro

## Nascimentos
| Data           | Nome             | Profissão                                              | Nacionalidade | Observações | Ref |
| -------------- | ---------------- | ------------------------------------------------------ | ------------- | ----------- | --- |
| 4 de fevereiro | Conrad Bain      | ator                                                   | Canadá        | m. 2013     |     |
| 16 de agosto   | Millôr Fernandes | desenhista, humorista, dramaturgo, escritor e tradutor | Brasil        | m. 2012     |     |
| 13 de setembro | Natália Correia  | activista social, escritora, dramaturga e poeta        | Portugal      | m. 1993     |     |
| 25 de setembro | Ida Gomes        | atriz                                                  | Polónia       | m. 2009     |     |
| ??             | Vanda Lacerda    | atriz de teatro, cinema e televisão                    | Brasil        | m. 2001     |     |

## Mortes
| Data           | Nome                              | Profissão                    | Nacionalidade | Observações | Ref |
| -------------- | --------------------------------- | ---------------------------- | ------------- | ----------- | --- |
| 17 de novembro | Adolfo Rodrigues da Costa Portela | escritor, poeta e dramaturgo | Portugal      | m. 1866     |     |